# Ичан Кала
Ичан Кала (персијски језик: ایچان قلعه) је утврђени Унутрашњи стари део града Хиве у Узбекистану. Ичан Кала је вековима имала велику трговачку важност као последње одмаралиште каравана пре њиховог пута преко пустиње према Ирану. У 4. веку је био престоница Великог Хорасана, иранског краљевства које је процвало захваљујући веома успешном систему наводњавања чиме су тзв. "црни песак" претварали у раскошне пашњаке, баште и цветњаке. Ичан Кала је делио Историју Узбекистана, а процват доживљава у 18. и 19. веку када је био престоница Хиванског каната којим су владали Астраханци, потомци Џингис-кана.
У њему се налази више од 50 историјских споменика, од којих је неколико џамија, медреса и маузолеја, две величанствене палате и 250 старих кућа, већином из 18. и 19. века, али старијих корена. Тако је нпр. Џамија Џума основана у 10. веку, о чему сведочи прослављена дворана са 112 ступова донесених из још ранијих грађевина, али јој је данашњи изглед из обнове 1788—89. године.
Најзнаменитије су њене правилне четвртасте градске зидине од опеке с четири градска врата на средини сваке стране. Иако су њени темељи постављени у 10. веку, данашње 10 метара високе зидине су подигнуте у касном 17. веку и касније су обнављане.
Остале грађевине из 19. века, као што су медресе Ала Кулија (1835) и Ислам Хоџе (1908—10.) су изванредни примери складног уклапања нових грађевина у стару урбану средину. Због тога је Ичан Кала уписана на УНЕСКО-в Списак места Светске баштине у Азији и Аустралазији 2001. године.
- Ичан Кала с минарета Ислам Хоџе
- Зидине Ичан Кале
- Стара улица према минарету Ислам Хоџе
- Унутрашњост маузолеја Сајид Алаудина